# Eckhard Nagel

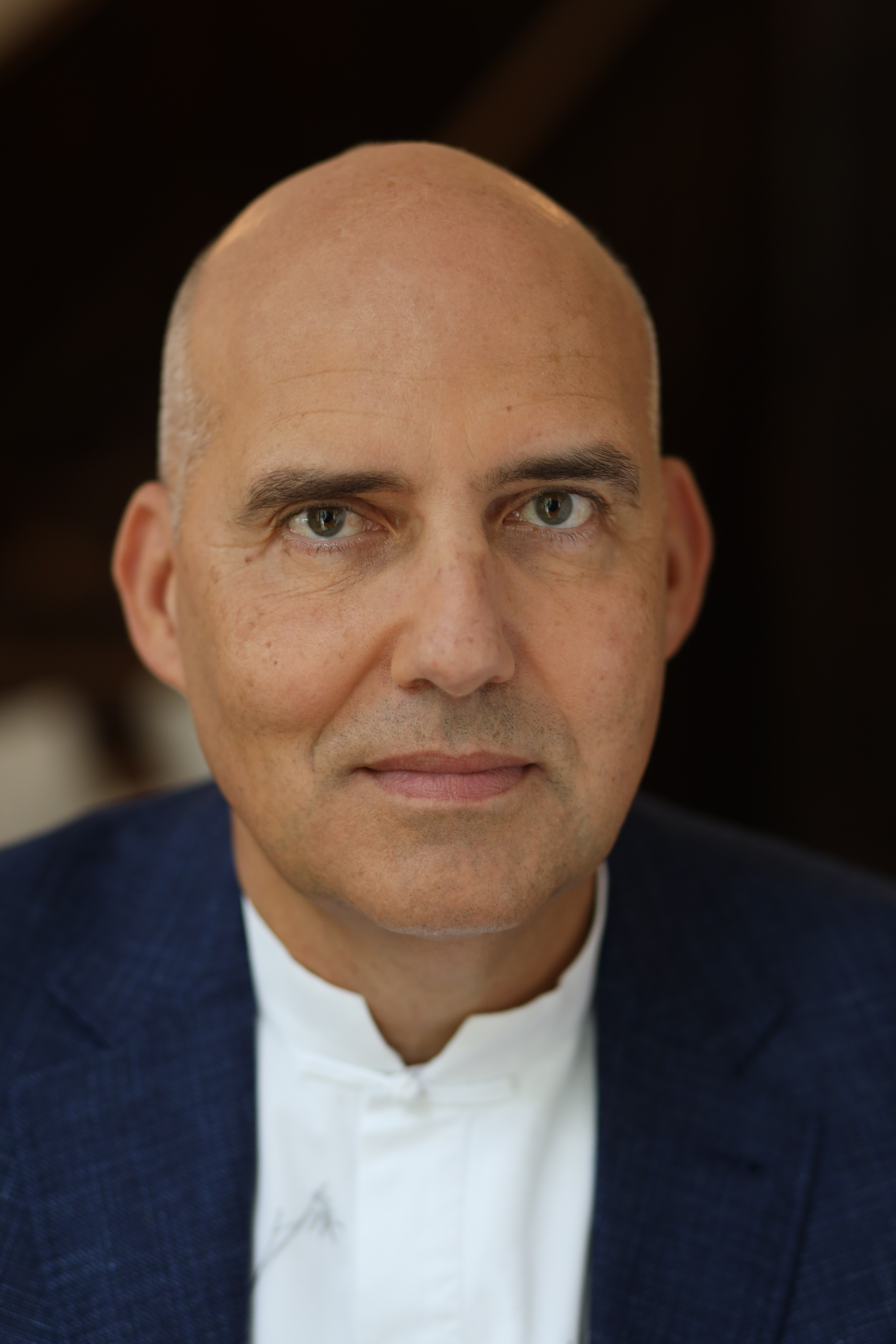
Eckhard Nagel (2022)

Eckhard Nagel (* 29. Juli 1960 in Hannover) ist ein deutscher Mediziner und Professor für Medizinmanagement und Gesundheitswissenschaften an der Universität Bayreuth.

## Beruflicher Werdegang
Eckhard Nagel studierte von 1978 bis 1986 Humanmedizin an der Medizinischen Hochschule Hannover sowie an der University of Vermont (USA) (1980–1981). Während des Studiums folgten Praxiserfahrungen in der inneren Medizin am Dumfries and Royal Infirmary Krankenhaus in Schottland (1982), an der Universität Joseph Fourier in Grenoble (Frankreich) (1983) in der Abdominalchirurgie und an der Dartmouth Medical School, in Hanover, New Hampshire (USA) (1985). Nach dem Examen 1986 promovierte er 1987 zum Doktor der Medizin. An der Medizinischen Hochschule Hannover war er zunächst als wissenschaftlicher Assistent und später als Oberarzt an der zugehörigen Klinik für Abdominal- und Transplantationschirurgie tätig. An der Universität Hannover studierte er außerdem Philosophie und Geschichte und promovierte 1995 zum Doktor der Philosophie. Seit 1999 ist Eckhard Nagel Inhaber des Lehrstuhls für Medizinmanagement und Gesundheitswissenschaften an der Universität Bayreuth. Seit 2001 ist er Geschäftsführender Direktor des Instituts für Medizinmanagement und Gesundheitswissenschaften (IMG), einer Forschungsstelle der Universität Bayreuth.
Zusätzlich zu seinen Aufgaben an der Universität Bayreuth war er in ärztlichen Leitungsfunktionen tätig. Im Zeitraum von 2001 bis 2010 war er Chefarzt im Bereich Allgemein-, Viszeral- und Transplantationschirurgie am Klinikum Augsburg (heute Universitätsklinikum Augsburg) und leitete das angegliederte Transplantationszentrum. Von 2010 bis 2015 nahm er das Amt des Ärztlichen Direktors und Vorstandsvorsitzenden des Universitätsklinikums Essen wahr. In dieser Zeit war er an der Universität Bayreuth beurlaubt. Ärztlich ist er weiterhin als Primarius der Sonderkrankenanstalt Rehabilitationszentrum Ederhof im Bereich „Rehabilitation für Kinder und Jugendliche nach Organtransplantation“ im österreichischen Iselsberg-Stronach tätig. Seit 2018 ist er zudem deutscher Präsident des Chinesisch-Deutschen Freundschaftskrankenhauses des Tongji Klinikums Wuhan. Seit 27. April 2022 ist Nagel zudem Vorsitzender des Aufsichtsrates des Vivantes-Klinikums in Berlin und seit Beginn des Wintersemesters 2022/23 gemeinsam mit Michael Fröhlich fachlicher Leiter des Studienganges „Management von Gesundheits- und Sozialeinrichtungen“ an der TU Kaiserslautern. Die brandenburgische Landesregierung berief Nagel im Dezember 2022 zum wissenschaftlichen Berater für den Aufbau eines Studienganges für Humanmedizin in Cottbus, der 2026 an den Start gehen soll. Mit der Gründung der Medizinischen Universität Lausitz ist er Teil von deren Gründungsvorstand.
Er ist verheiratet und hat drei Kinder.

## Forschung
Seine Forschung konzentriert sich auf die Bereiche Public Health, Prävention und Gesundheitsförderung sowie ethische Fragestellungen. Dabei stehen die Entwicklung von Indikatoren und Instrumenten für die Evaluation von unterschiedlichen Initiativen und Projekten sowie die Durchführung von Untersuchungen und Begleitung komplexer Forschungsinitiativen (z. B. Gesundheitsförderungsprogramme) im Vordergrund.
Im Bereich von gesunder Ernährung und Bewegung beziehen sich die Untersuchungsgegenstände z. B. auf die Akzeptanz von Präventionsmaßnahmen und Auswirkungen von Wissen, Einstellung und Verhalten auf die jeweiligen Zielkriterien. Ein besonderer Fokus liegt auf der Durchführung und Evaluation von effektiven und nachhaltigen Präventionsinitiativen für Kinder und Jugendliche in verschiedenen Settings. Diese basieren auf Grundlagenkonzepten der Gesundheitsförderung, wie z. B. Empowerment und Partizipation sowie der Organisationsentwicklung (z. B. Projekte traempolin und BEO'S – Bewegung Ernährung an Oberfrankens Schulen).
Innerhalb der Ethikforschung sind Rationalisierung, Rationierung, Priorisierung in der Medizin sowie Transplantationsmedizin und die Verwendung embryonaler Stammzellen aus medizin-ethischer Sicht zu nennen.

## Soziales Engagement und Gremien
Von 1998 bis 2006 war Eckhard Nagel Mitglied des Kuratoriums der Hanns-Lilje-Stiftung, in den Jahren 2000 bis 2006 dessen Vorsitzender. Im Jahr 2001 wurde Eckhard Nagel in den Nationalen Ethikrat Deutschlands berufen und war dessen stellvertretender Vorsitzender. 2005 wurde er ein zweites Mal berufen. Nach der Auflösung des Nationalen Ethikrates und einer Neugründung aufgrund des Ethikratgesetzes war Eckhard Nagel von Februar 2008 bis 2016 Mitglied des Deutschen Ethikrats. Vom 21. November 2002 bis 28. August 2003 war Eckhard Nagel zudem Mitglied der Rürup-Kommission.
Seit 2000 ist Eckhard Nagel Vorsitzender des Stiftungsrates der Rudolf Pichlmayr-Stiftung. In der Nachfolge von Wolfgang Frühwald wurde er im Jahre 2006 Vorsitzender der Jury des Augsburger Wissenschaftspreises für interkulturelle Studien, deren Mitglied er seit 2002 ist. Darüber hinaus war er Mitglied der Ständigen Kommission Organtransplantation bei der Bundesärztekammer. Durch die Landesregierung NRW berufen, war Eckhard Nagel zudem von 2002 bis 2010 Mitglied des Aufsichtsrats des Universitätsklinikums Essen.
Von 2001 bis 2013 war Eckhard Nagel Mitglied des Präsidiumsvorstands des Deutschen Evangelischen Kirchentages. In dieser Eigenschaft war er Präsident des 30. Deutschen Evangelischen Kirchentages 2005 in Hannover. Außerdem war er der evangelische Präsident des 2. Ökumenischen Kirchentages 2010 in München. Er ist zudem Mitglied des Gemeinsamen Präsidiums des 3. Ökumenischen Kirchentages 2021 in Frankfurt am Main. Im Rahmen seines Engagements für die Kirchentagsbewegung beschäftigt sich der praktizierende Christ zudem in mehreren Dialog-Bibelarbeiten gemeinsam mit Frank-Walter Steinmeier sowie in Hauptpodien mit Gästen wie der Friedensnobelpreisträgerin Wangari Maathai mit aktuellen gesellschaftspolitischen Themen und zeigt darin die Verbindung biblischer Texte mit den Themen und Herausforderungen unserer Zeit auf.
Seit 2001 etablierte Eckhard Nagel zudem an der Universität Bayreuth eine jährlich stattfindende Weihnachtsvorlesung, um sowohl Studierende und Professorenschaft als auch die interessierte Öffentlichkeit am Ende eines arbeitsreichen Jahres zusammenzuführen und zurück zu blicken. In den vergangenen Jahren konnten für diese Veranstaltung herausragende Persönlichkeiten wie Joachim Gauck, Gerhard Schröder, Jean Asselborn oder Sigmar Gabriel gewonnen werden.
Von 2007 bis 2015 war Eckhard Nagel Sprecher der Forschergruppe 655 der Deutschen Forschungsgemeinschaft. In diesem Zeitraum war er ebenfalls Mitglied des Kuratoriums des Deutschen Studienpreises der Körber-Stiftung, dessen Vorsitzender er seit 2015 ist.
Seit dem Jahr 2016 ist er Mitglied der Planungsgruppe und seit 2019 Mitglied der Gründungskommission der Fakultät für Lebenswissenschaften der Universität Bayreuth. Er ist dabei Studiengangskoordinator des im Sommersemester 2021 beginnenden ersten deutschen Studiengangs Global Food, Nutrition & Health (M.Sc.). Zudem ist Eckhard Nagel an der Campus-Akademie der Universität Bayreuth als Studiengangsmoderator verantwortlich für den ebenfalls im Sommersemester 2021 beginnenden MBA „Verantwortung, Führung und Kommunikation“.
Von 2011 bis 2020 war er Vizepräsident der Deutsch-Chinesischen Gesellschaft für Medizin (DVGM) e. V. und übernimmt seit 2013 die Koordination der Deutsch-Chinesischen Regierungskonsultationen im Bereich Gesundheit für die Bundesregierung. 2015–2020 war er Mitglied des Aufsichtsrates der Charité Universitätsmedizin Berlin. Von 2015 bis 2019 war er Mitglied des Hochschulrates der Hochschule Coburg. Seit 2016 ist er Gründungsmitglied des Medizincampus Oberfranken und vertritt die Universität Bayreuth in wesentlichen Funktionen bei dessen Initiierung und Realisierung. Seit Januar 2017 ist Eckhard Nagel Präsident des Kuratoriums der Stella Maris Foundation. 2018 gründete er die Bayreuther Akademie für Gesundheitswissenschaften und ist seit 2023 deren Präsident.
Er wurde vom Landtag NRW am 14. Dezember 2016 als ordentliches Mitglied der 16. Bundesversammlung gewählt.

## Auszeichnungen
- 1988: Wolf-Boas-Preis der Deutschen Gesellschaft für Verdauungs- und Stoffwechselkrankheiten, Thema: Zur Bedeutung von Nahrungsfetten in der Pathogenese des Morbus Crohn, Heidelberg
- 1996: Hermann-Kümmell-Preis der Vereinigung der Nordwestdeutschen Chirurgen, Thema: Scanning electromicroscopic lesions in Crohn´s disease: Relevance for the interpretation of postoperative recurrence, Hamburg
- 1998: Von-Langenbeck-Preis der Deutschen Gesellschaft für Chirurgie, Berlin
- 2008: 2. Bayerischer Gesundheitsförderungs- und Präventionspreis, Thema: BEO´s – Bewegung und Ernährung an Oberfrankens Schulen Landeszentrale für Gesundheit in Bayern e. V., München
- 2010: Ehrendoktorwürde der Theologie von der Philipps-Universität Marburg[26]
- 2022: Verdienstkreuz am Bande der Bundesrepublik Deutschland[27]

## Veröffentlichungen (Auszug)
Herausgeber
- Soziale Gerechtigkeit im Gesundheitswesen. Ökonomische, ethische, rechtliche Fragen am Beispiel der Transplantationsmedizin. Gemeinsam mit Ch. Fuchs. Springer, Berlin u. a. O. 1993, ISBN 3-540-56892-1
- Sind wir zum Frieden fähig? Gemeinsam mit Eckhart von Vietinghoff. Hanns-Lilje-Forum Bd. 5, Lutherisches Verlagshaus, Hannover 2002, ISBN 3-7859-0837-7
- Was ist der Mensch – noch? Gemeinsam mit Eckhart von Vietinghoff. Hanns-Lilje-Forum Bd. 6, Lutherisches Verlagshaus, Hannover 2002, ISBN 3-7859-0873-3
- Bildung neu denken. Gemeinsam mit Eckhart von Vietinghoff. Hanns-Lilje-Forum Bd. 7, Lutherisches Verlagshaus, Hannover 2003, ISBN 3-7859-0890-3
- Alt gegen Jung – Jung gegen Alt. Gemeinsam mit Eckhart von Vietinghoff. Hanns-Lilje-Forum Bd. 8, Lutherisches Verlagshaus, Hannover 2005, ISBN 3-7859-0904-7
- Das Gesundheitswesen in Deutschland. Struktur – Leistung – Weiterentwicklung. 5. Auflg., Deutscher Ärzte-Verlag, Köln 2013, ISBN 3-7691-3433-8
- Transplantation: Leben durch fremde Organe. Springer-Verlag Berlin Heidelberg, 1996, ISBN 978-3-540-60525-6
- Piú che un sentimento: L’amore come nucleo della fede cristiana. Queriniana Edizioni, 2020,  ISBN 978-88-399-2894-8
- Prioritization in Medicine – An International Dialogue. Springer International Publishing, 2013, ISBN 978-3-319-21112-1
- Hoffnung haben – Liebe leben. Deutscher Evangelischer Kirchentag 2011, ISBN 978-3-00-034620-0
- Leitlinien und Standards im Gesundheitswesen. Deutscher Ärzte-Verlag, Köln 1997, ISBN 3-7691-0336-X

Autor
- e-Health. Telemedizin, Health Cards, Teleconsulting, Telemonitoring, e-Patientenakte, Gesundheitsinformationen, Disease Management, Public e-Health, Informationsrecherche, e-Government, e-Pharmacy, All Digital Hospital, Online Communities, Ethik und Recht. Gemeinsam mit Karl Jähn. Springer, Berlin u. a. O. 2004, ISBN 3-540-43937-4
- Pichlmayrs Chirurgische Therapie. Allgemein-, Viszeral- und Transplantationschirurgie. Gemeinsam mit Dietrich Löhlein. Springer, Berlin u. a. O. 2005, ISBN 3-540-65980-3
- … aber die Liebe: Christsein aus ganzem Herzen. Gemeinsam mit Katrin Göring-Eckardt, Kreuz Freiburg i. Br. 2010, ISBN 978-3-7831-3443-8.
- Der Tod ist mir nicht unvertraut: ein Gespräch über das Leben und das Sterben. Gemeinsam mit Elke Büdenbender. Ullstein, Berlin 2022, ISBN 978-3-550-20211-7